# Roberta Petrelluzzi
Roberta Petrelluzzi (Adrara San Martino, 1º gennaio 1944) è una conduttrice televisiva, regista televisiva, autrice televisiva giornalista italiana.

## Biografia
Nata a Adrara San Martino (BG) da padre genovese, e dalla madre originaria di Sarnico (BG).
Si laurea in Scienze biologiche e lavora come tecnico laureato alla Facoltà di Medicina e Chirurgia della Sapienza - Università di Roma. Nel 1979 viene selezionata, mediante concorso, quale programmista regista nelle trasmissioni degli spazi regionali del Lazio nella neonata Rai 3. Conduce, realizza servizi e partecipa alla preparazione di numerosi programmi tra cui: La posta del cittadino, trasmissione in difesa del cittadino, L'anno santo, Roma città-anticittà e In pretura, precursore di Un giorno in pretura.
Nel 1987 Un giorno in pretura diventa una trasmissione di prima serata e il 18 gennaio del 1988 inizia il suo lungo percorso sulla terza rete nazionale. Da semplice funzione di controllo sull'andamento della giustizia, il programma si trasforma in un grande affresco della realtà italiana. Le aule giudiziarie vengono coperte a 360 gradi dalle telecamere del programma: si passa da quelle pretorili a quelle di tribunale fino alla Corte di assise.
Numerosi i processi ripresi e trasmessi dal programma nel corso degli anni. Tra i tanti quello a Erich Priebke per l'eccidio delle Fosse Ardeatine, il processo nodale dell'era Tangentopoli, quello a Sergio Cusani, senza dimenticare le pagine più cupe della cronaca nera nazionale come i processi relativi alle vicende del Mostro di Firenze, ai sequestri Celadon e Soffiantini, all'omicidio di Marta Russo, al serial killer della Liguria Donato Bilancia, ai processi sulla Strage di Erba, sul Delitto di Avetrana e sul femminicidio di Giulia Cecchettin.
Negli anni di Un giorno in pretura, la Petrelluzzi ha realizzato anche altri programmi, tra cui: La valle del Torbido, un film inchiesta del 1993 sulle estorsioni nella Locride, Taxi Story, un mix di racconti dal vivo e ricostruzioni filmate di vicende realmente accadute a taxisti romani e napoletani, Alé...oh...oh Roma - Inter con gli ultras, tifosi ultrà della Roma e dell'Inter seguiti prima, durante e dopo la finale della Coppa UEFA 1990-1991.